# Casa Borujerdi
Borujerdi es una casa museo histórica situada en Kashan, Irán. La construyó en 1857 el arquitecto Ustad Ali Maryam para la novia de Borujerdi, un rico mercader. La novia pertenecía a la influyente familia Tabātabāei, para la cual el arquitecto había construido la casa Tabātabāei pocos años antes.

## Características
La casa Borujerdi consta de un biruni ("exterior", el área pública) y andaruni ("interior", el área privada) como es característico de la arquitectura residencial tradicional de Irán, incluyendo un patio con una piscina de fuente y un iwan de dos plantas. La sala principal está coronada por un khishkhan, un tipo de cúpula central. La casa cuenta con 3 captadores de viento de 40 m de altura, dos sobre la sala principal y uno sobre el área de entrada. La casa está decorada con estuco, trabajo de vaso, de espejo y cuenta con frescos del pintor prominente Kamal-ol-Molk.

## Galería de imágenes

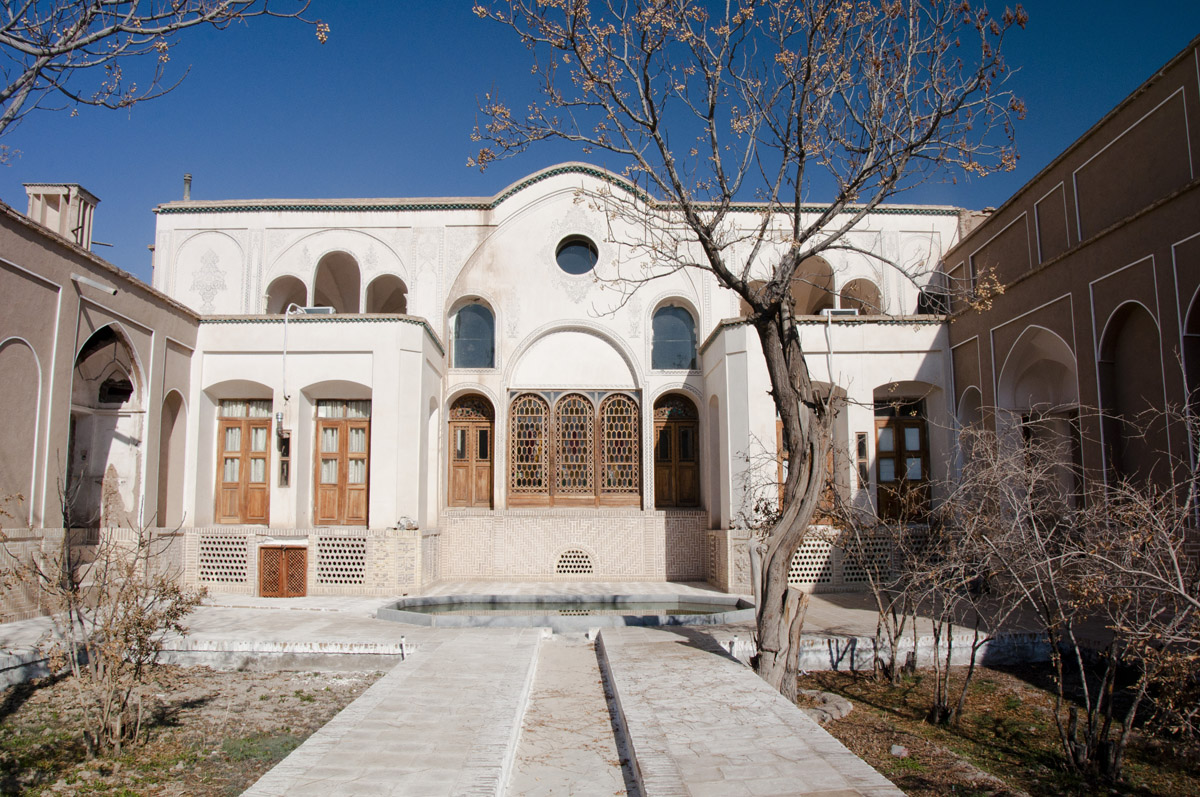
Exterior de la casa Borujerdi
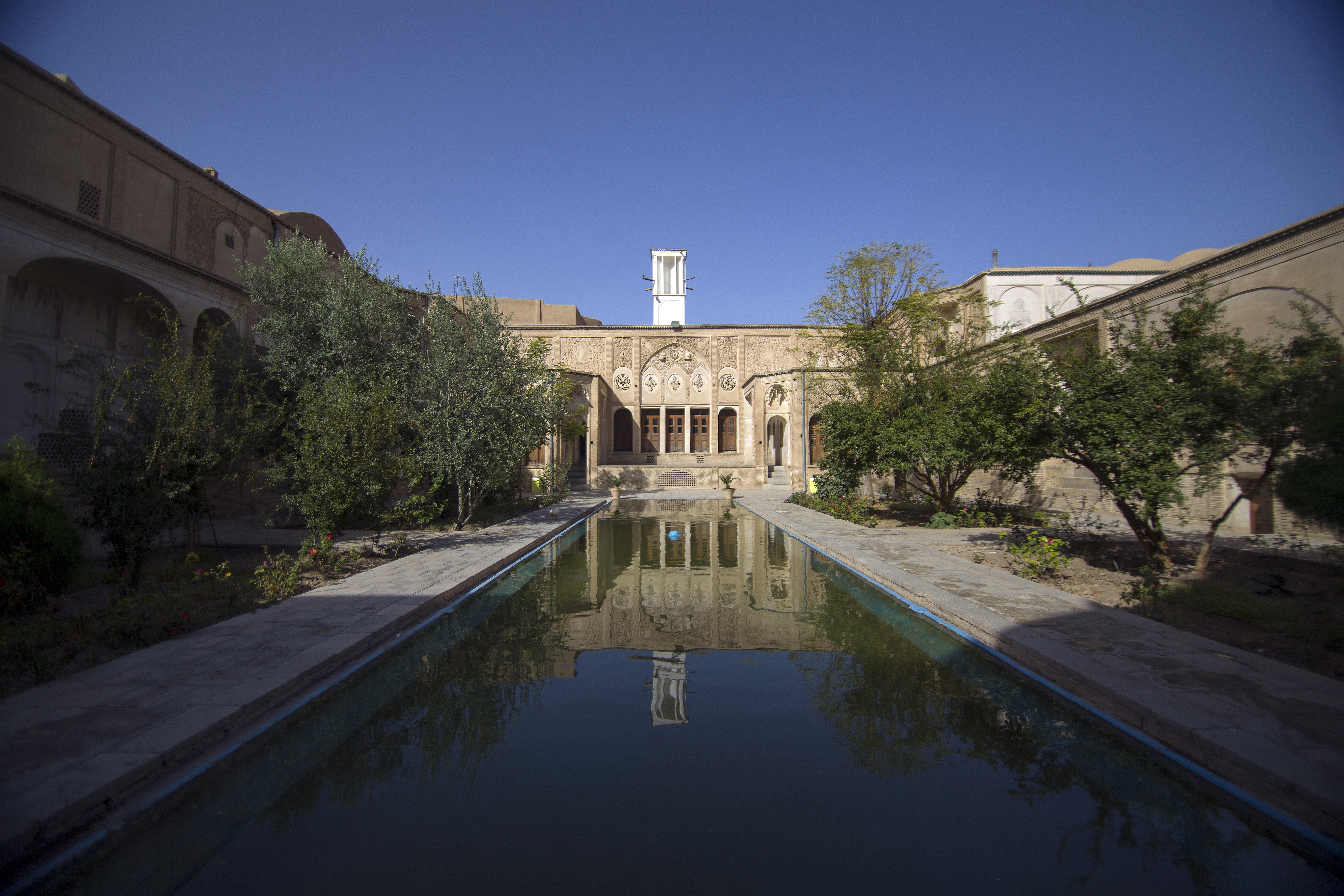
Patio de la de la casa Borujerdi
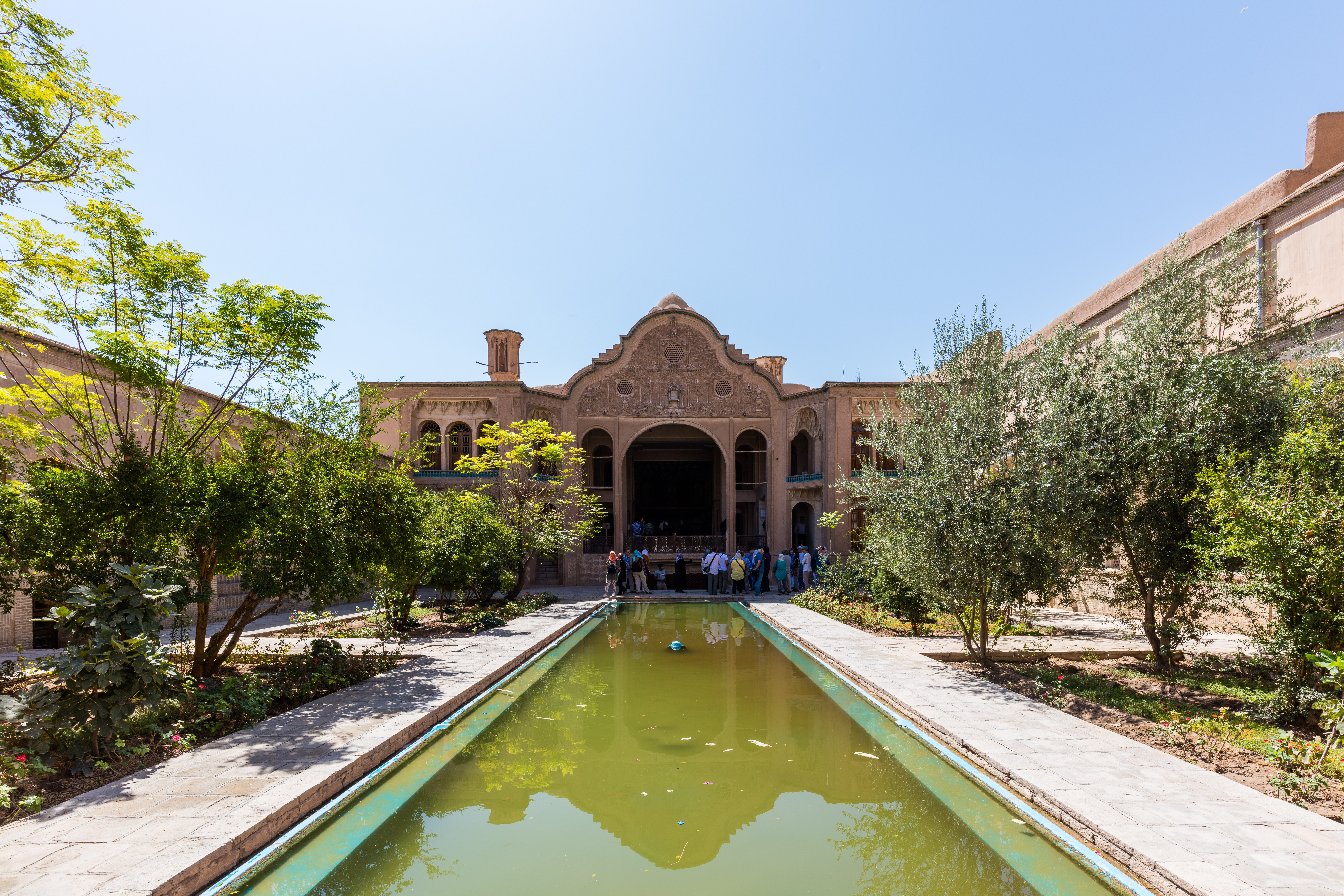
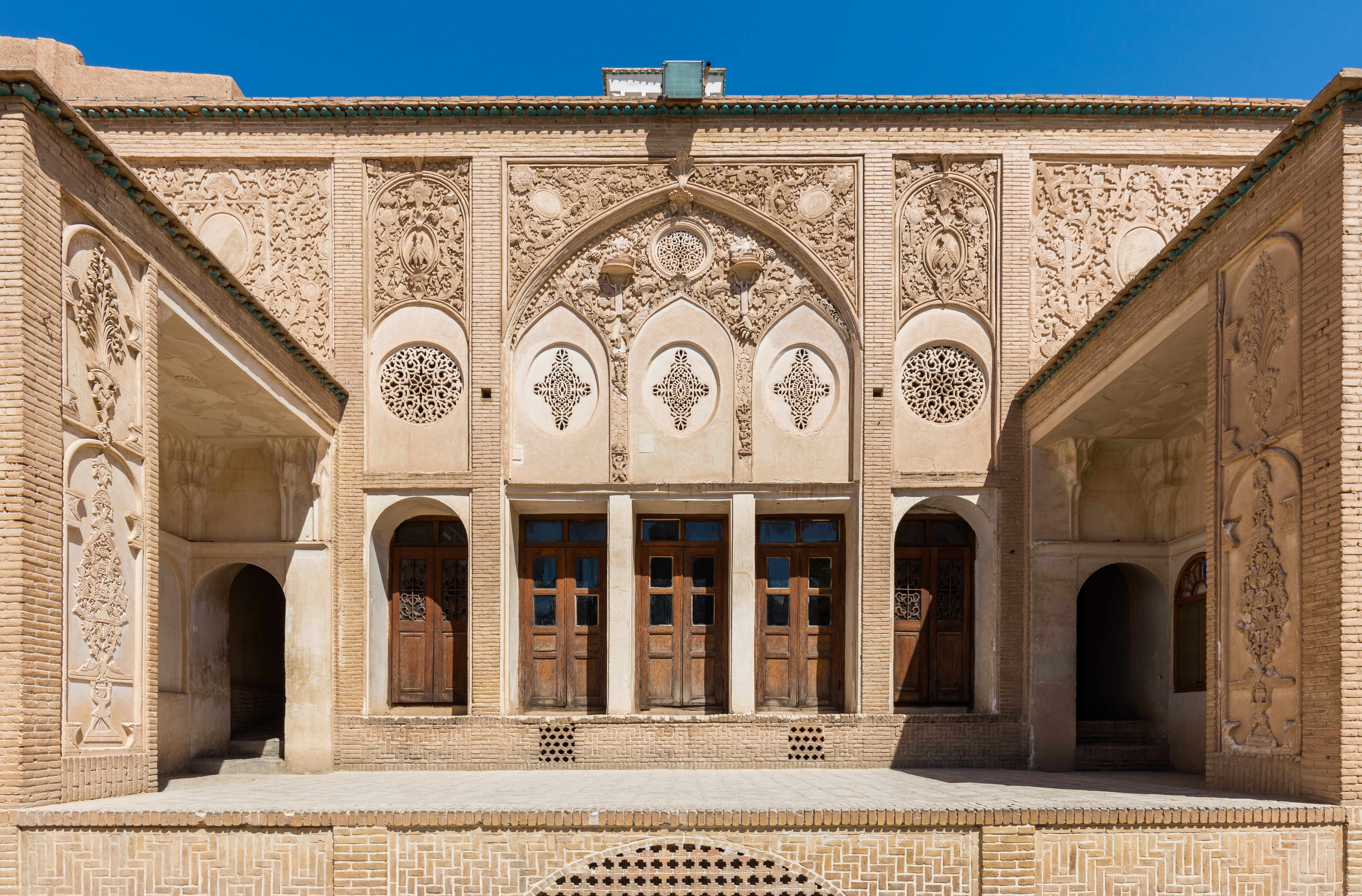
Exterior de la casa Borujerdi
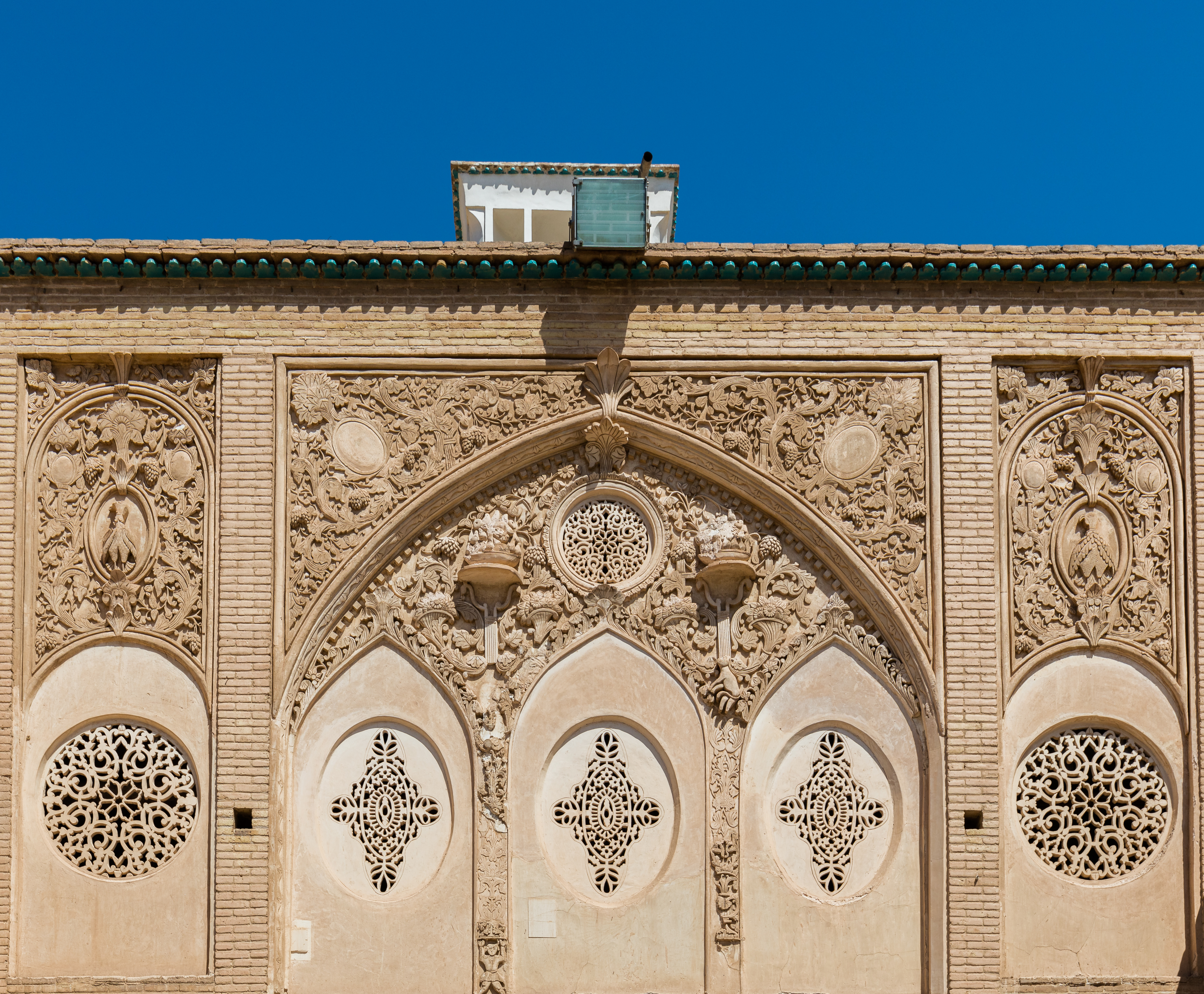

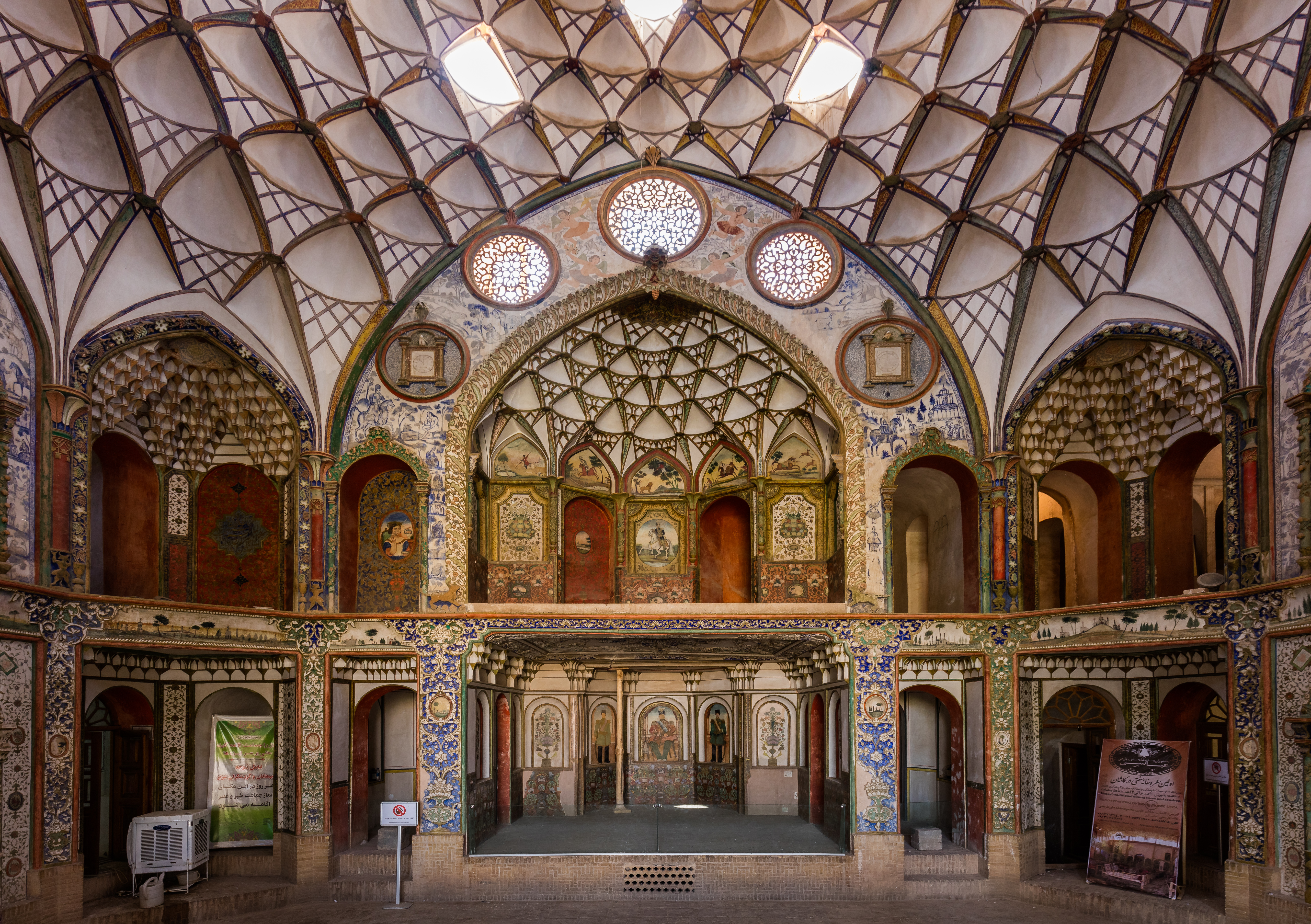
Interior de la casa Borujerdi
Vista de la cúpula
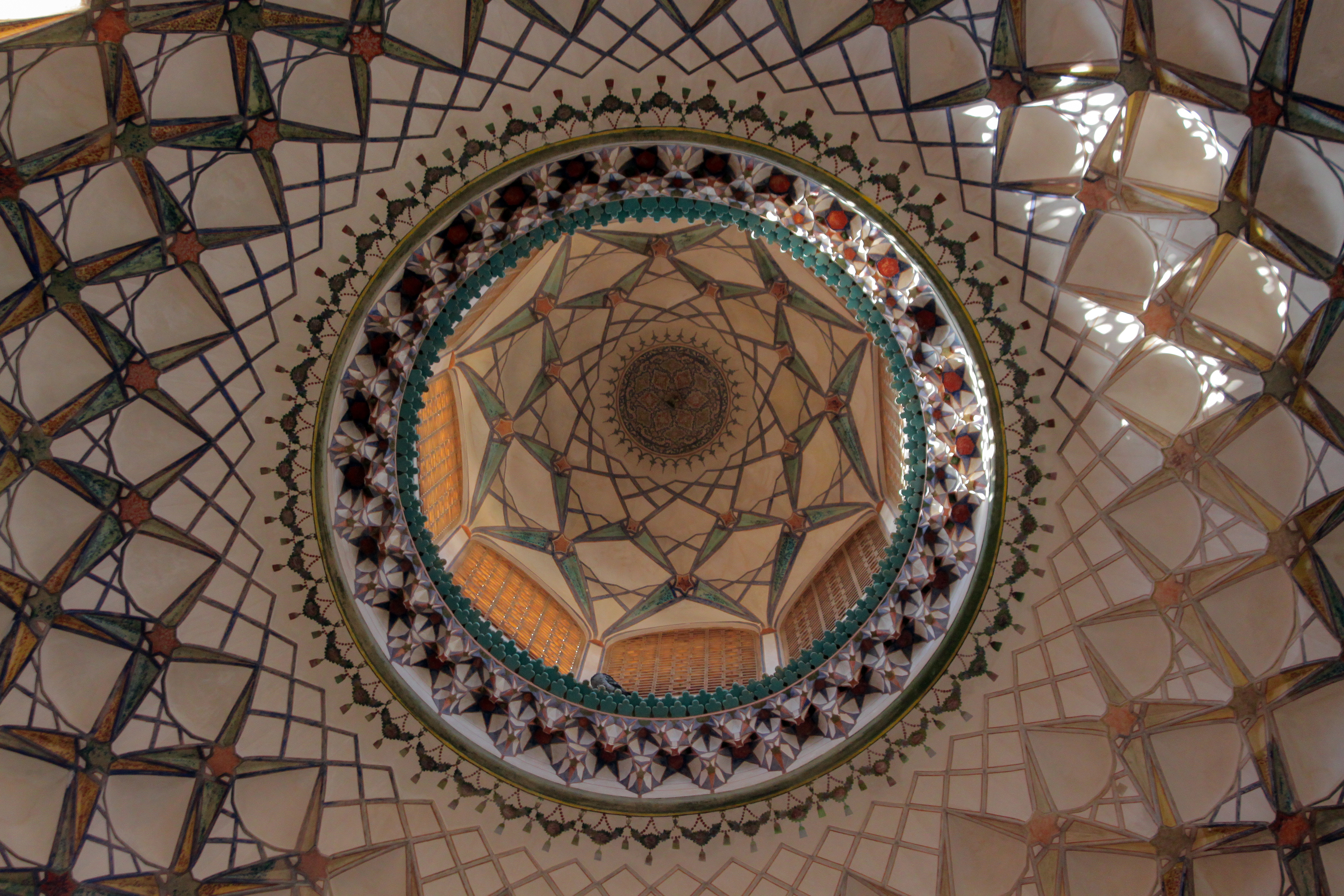
Otra vista de la cúpula

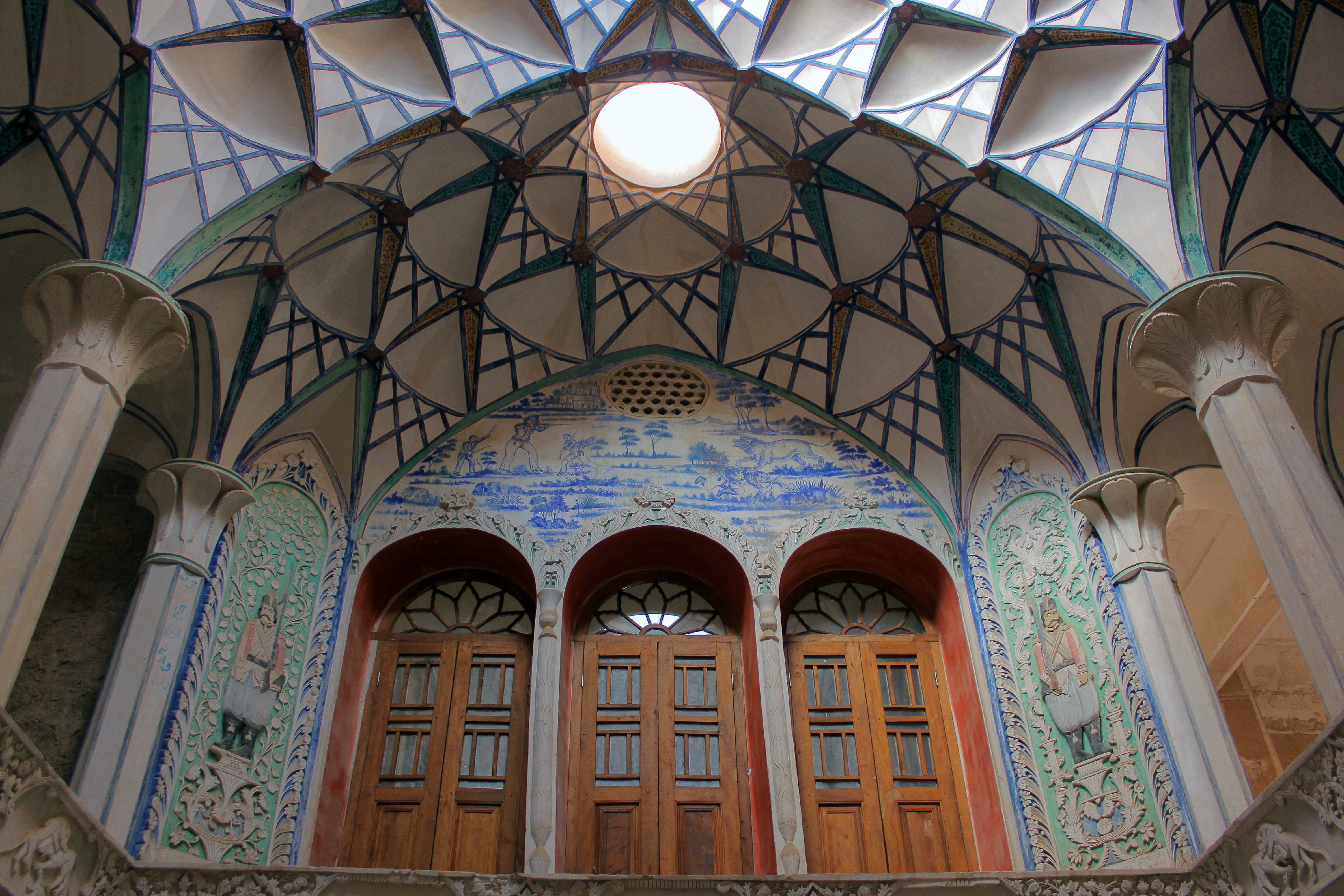
Wooden windows and wall carvings at the Borujerdi House.
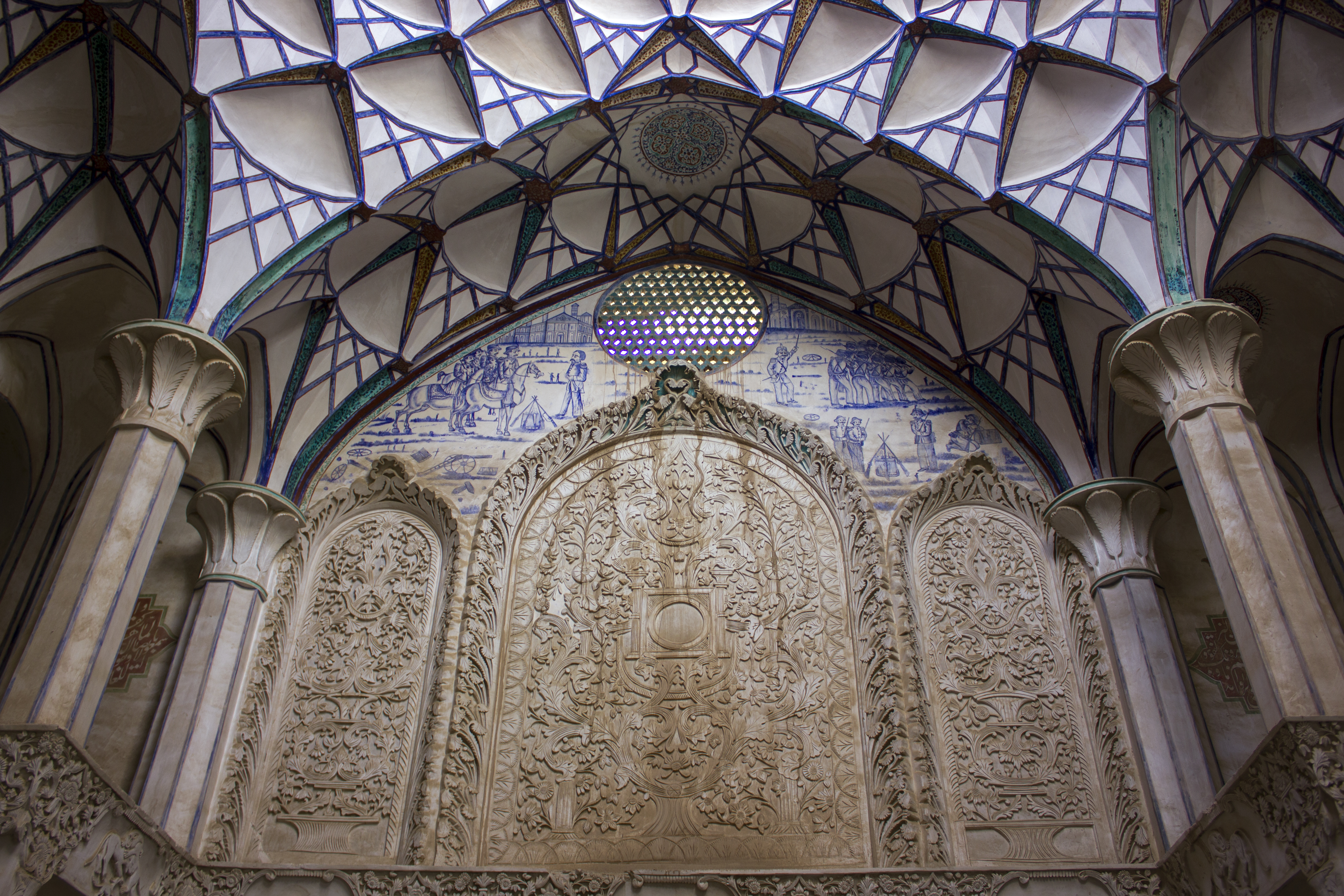
Wall carvings inside the Borujerdi House.
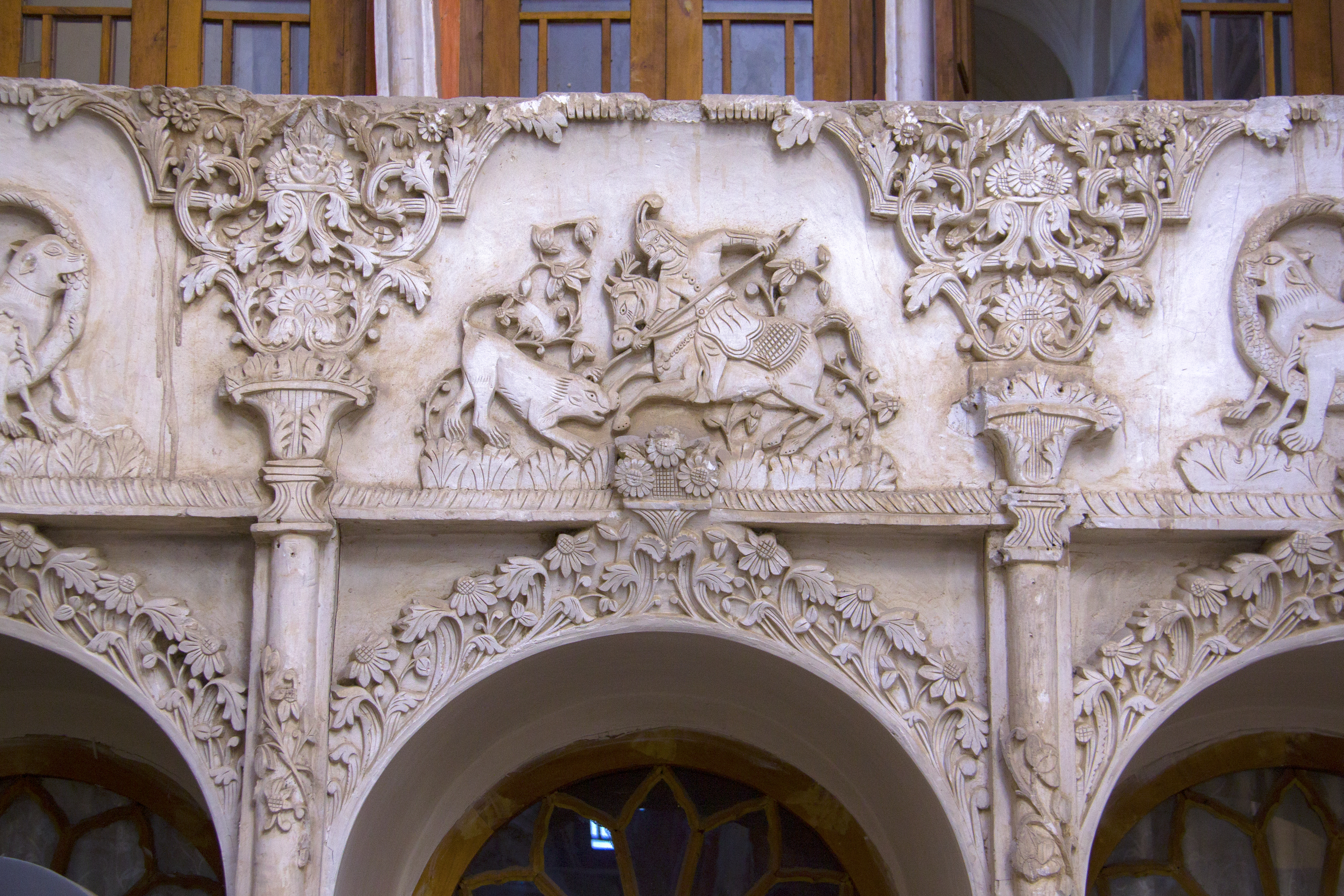
Detail of interior stucco at the Borujerdi House.
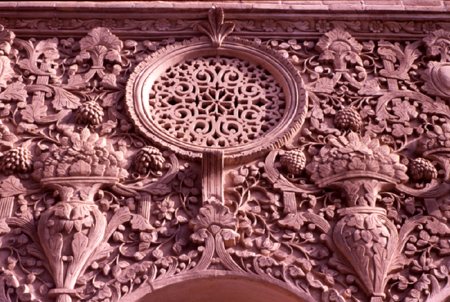
Detail of exterior stucco at the Borujerdi House.

- Datos: Q3196070
- Multimedia: Borujerdi House / Q3196070